# Vízbiztosság
A vízbiztosság az úszástudásra és egyben a vízi közegben bekövetkező bizonyos veszélyhelyzetek esetén alkalmazott biztos és rugalmas megoldási képességre vonatkozik.
A gyermekek nemcsak a három-négyéves kortól induló úszásórákon, hanem már a korai időszaktól fogva és később az úszásfoglalkozások során évek alatt felépítve lépésről lépésre sajátítják el az úszás alapjait, majd magát az úszást a kezdetektől kombinálva az életmentő feladatokkal. Képessé válnak a vízben való magabiztos mozgásra, valamint a különböző helyzetekben történő tudatos és rugalmas reagálásra. Megtanulnak olyan „önéletmentő” jellegű feladatokat, melyek segítségével nyílt vízi fürdőzés vagy az uszodában és a strandon előforduló egyszerűbb helyzetekben maguk is megtalálják annak lehetőségét, hogy a víz fölött maradva levegőt tudjanak venni és a partra vagy egy olyan tárgyhoz jussanak, melyben meg tudnak kapaszkodni.
A vízbiztosság az úszásnemek elsajátítása előtti vízi jártasság, amely játékos és gyakorlatorientált feladatok végzésével sajátítanak el a gyermekek. Nem az úszástechnika tökéletes megtanítása a cél, hanem hogy a gyermek képes legyen tájékozódni a mély vízben és haladni benne.
"Oktatására az általunk tanulmányozott szakkönyvekben nem térnek ki külön. Tóth (2008) a mély vízhez szoktatás feladatai között említést tesz róla, de célirányos gyakorlatokat nem ismertet." 
“A vízhez szoktatás külön feladatcsoportjának tekintjük a mélyvízi taposás elsajátítását, amelynek oktatására konkrét gyakorlatokat ismertetünk. Kiemeljük jelentőségét annak, hogy az oktatás során „... az egyes részfeladatokat a gyermekek a mélyvízben is gyakorolják. Ennek eredményes végrehajtását nagymértékben segítheti a korábbi vízhez szoktatásnál tanult mélyvízi taposás, ami biztonságot ad a gyermekeknek.”  
A vízbiztosság kialakításának sajátos, a Stilianos Babauszoda által alkalmazott módszerét Varga Vivien és a Stilianos babaúszásoktatói dolgozták ki, formálták.
”A fulladásos balesetek többsége olyan közegben történik, amelyben a tragédia elkerülhető lenne, ha a fürdőző tudná kontrollálni mozdulatait, nem esne pánikba, tudná, hogyan kell kiúsznia. Bármennyire is hihetetlennek tűnik, a szükséges alapok egy bölcsődés korú kisgyermeknek is megtaníthatóak.„ 
Az SHD nemcsak a három-négyéves kortól induló úszásórákon, hanem már a korai időszaktól, azaz a kezdetektől fogva tudatosan tanítja a gyermekeknek az életkornak megfelelő változatos önéletmentő feladatokat és az alkalmazható rendszert.
„Fokozatosan, egyre tudatosabban építjük be és gyakoroljuk a kikapaszkodás és kimászás technikáját, illetve, hogy hogyan keressék a kijutás lehetőségét. A nagyoknál valós helyzeteket szimuláló elemek is bekerülnek a foglalkozásba, például, hogy miként cselekedjenek, ha belökik őket a vízbe; ezeket lépésről lépésre elmagyarázzuk, fokozott felügyelettel gyakoroljuk.” 